# 13. prosinca
13. prosinca (13. 12.) 347. je dan godine po gregorijanskom kalendaru (348. u prijestupnoj godini).
Do kraja godine ima još 18 dana.

## Događaji
- 1545. – Papa Pavao III. otvorio je Tridentski sabor koji je trebao riješiti sporna vjerska pitanja. Zahtjev tog crkvenog sabora, koji je s prekidima trajao 18 godina, za podvrgavanja protestanata Vatikanu, ostao je neostvaren, jer protestantski kršćani nisu priznavali vlast Koncila.
- 2003. – Nedaleko od iračkog grada Tikrita uhićen je bivši irački predsjednik Sadam Husein.

| - 1521. – Siksto V., papa († 1590.) - 1553. – Henrik IV., francuski kralj († 1610.) - 1640. – Robert Plot, engleski prirodoslovac († 1696.) - 1662. – Francesco Bianchini, talijanski filozof i znanstvenik († 1729.) - 1678. – Yongzheng Emperor, kineski car († 1735.) - 1684. – Ludvig Holberg, norveški povjesničar i filozof († 1754.) - 1797. – Heinrich Heine, njemački književnik i najveći liričar njemačkog romantizma († 1856.) - 1816. – Werner von Siemens, njemački elektrotehničar i izumitelj († 1892.) - 1869. – Henri Matisse, francuski slikar († 1954.) - 1929. – Christopher Plummer, kanadski glumac († 2021.) - 1934. – Hrvatin Gabrijel Jurišić, hrvatski teolog i pisac - 1969. – Tony Curran, škotski glumac - 1970. – Gerlinde Kaltenbrunner, austrijski planinar - 1972. – Niki Evans, engleska pjevačica - 1982. – Dominik Werling, njemački nogometaš - 1984. – Santi Cazorla, španjolski nogometaš - 1989. – Taylor Swift, američka kantautorica i glumica - 1996. – Nino Serdarušić, hrvatski tenisač | - 1204. – Majmonid, židovski filozof, teolog i jedan od najčuvenijih liječnika svoga vremena (* 1135.) - 1521. – Manuel I., kralj Portugala (* 1469.) - 1641. – Ivana Franciska de Chantal, francuska svetica (* 1572.) - 1754. – Mahmud I., turski sultan (* 1696.) - 1863. – Friedrich Hebbel, njemački dramatičar (* 1813.) - 1881. – August Šenoa, hrvatski književnik (* 1838.) - 1935. – Victor Grignard, francuski kemičar i nobelovac (* 1871.) - 1947. – Nikolaj Rerih, ruski slikar i filozof (* 1874.) - 1983. – Alexander Schmemann, ruski mislilac (* 1921.) - 2020. – Otto Barić, hrvatski nogometni trener (* 1933.) |

## Blagdani i spomendani
- Dan grada Velike Gorice
- Dan sv. Lucije